# 岸衛

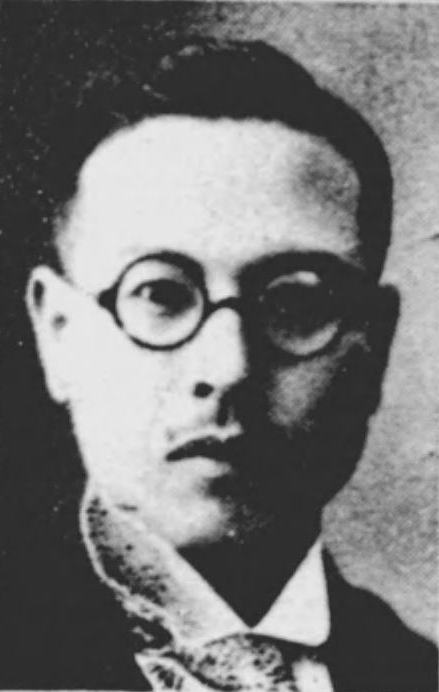
岸衛

岸 衛（きし まもる、1885年（明治18年）8月19日 - 1958年（昭和33年）12月11日）は、明治時代後期から昭和時代の政治家、実業家。熱海ホテル経営者、衆議院議員（3期）。静岡県熱海市長（1947年4月6日-1948年7月12日）。岩代鉱業社長、日本貿易振興会副会長、拓務大臣秘書官、観光事業審議会、国立公園審議会各委員も手がけた。

## 経歴
岸正三の長男として、埼玉県北足立郡浦和町（浦和市を経て現さいたま市）に生まれる。1913年（大正2年）家督を相続する。1906年（明治39年）東京外国語学校英語科卒業。卒業後すぐに渡欧し、1908年から欧米のホテルで働き、27歳で一度帰国し、帝国ホテル副支配人を務めた。1913年にニューヨークのアスターホテル (en ) で半年働いたのち、熱海ホテルを経営した。同ホテルは、1892年創業の熱海の樋口ホテルの長女と岸が結婚したのがきっかけで、1916年末には樋口ホテルを熱海ホテルと改称してその代表となり、その後日本観光株式会社を創立し、熱海内で新たにホテル用地を探し、伊豆山中腹を開拓して1922年に開業したものである。
ほか、熱海町会議員、1923年（大正12年）2月、同町長、田方郡会議員、同参事会員、同議長、静岡県会議員、同参事会員、同副議長、拓務大臣秘書官、日本観光専務取締役を歴任した。1928年（昭和3年）2月の第16回衆議院議員総選挙では静岡県第2区から立憲民政党所属で出馬し当選。つづく第17回、第18回総選挙でも当選し衆議院議員を3期務めた。戦後、1947年（昭和22年）4月に熱海市長に当選した。
浄瑠璃が趣味で、日本浄瑠璃会会長も務めた。

## 家族
- 父・岸正三 - 埼玉県人
- 妻・こう - 樋口忠助の長女。忠助は横浜で財を成し、1883年より熱海の中心地で旅館を経営、1882年には洋式の高級旅館「樋口ホテル(別名・気象万千楼)」も併設した[11][12][13]。
- 長女・夏美 - 精華高女卒
- 長男・治 - 女子会館支配人。慶応大学卒。
- 二女・梅香 - 順心高女卒
- 三女・静江 - 山脇高女卒